# Heliocausus
Heliocausus (лат.) — род песочных ос из подсемейства Bembicinae (триба Heliocausini). Неотропика (Аргентина, Боливия, Чили). Известно 3 вида.

## Описание
Мелкие осы (длина около 10 мм). Основная окраска чёрная с жёлтыми отметинами; некоторые метасомальные тергиты красновато-коричневые. Тергит I с латеральным килем, средние голени самки с одной апикальной шпорой. Дорсолатеральные углы пронотального воротничка округлые, омаулюс отсутствует или нечёткий. Внутренние края глаз отчётливо сходятся вверху, заднебоковой косой скутальный киль отсутствует. Относится к трибе Heliocausini  Handlirsch, 1925, которые отличаются выраженным и необычным половым диморфизмом: самцы крупнее самок (самцы меньше самок у большинства насекомых), с очень большими глазами и с рядом причудливых метасомальных модификаций.
- Heliocausus fraternus Brèthes, 1913
- Heliocausus larroides (Spinola, 1851)
- Heliocausus latitarsus Fritz & Toro, 1976